# Битва в Бэдлендах
Битва в Бэдлендах (англ. Battle of the Badlands) — сражение между сиу и армией США, произошедшее с 7 по 9 августа 1864 года на территории современного округа Биллингс, штат Северная Дакота.

## Предыстория
После Восстания сиу в 1862 году правительство США продолжило преследовать сиу, в том числе тех, кто не участвовал в войне против белых людей. Карательная экспедиция на Территории Дакоты в 1863 году позволила оттеснить большую часть индейцев к западному берегу реки Миссури и сделали более безопасной границу поселения белых в Миннесоте и Восточной Дакоте. Важным толчком к очередной военной кампании против сиу стало желание защитить линии коммуникаций с недавно открытыми золотыми месторождениями в Монтане и Айдахо. Старатели добирались до рудников благодаря пароходам, которые плавали по реке Миссури через самое сердце территории сиу.
Зимой 1863—1864 годах генерал-майор Джон Поуп приказал Альфреду Салли построить несколько фортов вдоль реки Миссури и в Восточной Дакоте, чтобы обезопасить пути сообщения с золотыми рудниками и устранить угрозу сиу для поселенцев к востоку от реки. Армия Салли была самой многочисленной из когда-либо собранных для борьбы с индейцами Великих равнин, насчитывая более 4000 человек, но при этом, многие из них выполняли функции поддержки и снабжения вдоль рек Миссури и Йеллоустон, и не принимали участия в боевых действиях.
7 июля 1864 года Салли основал форт Райс на реке Миссури, на территории нынешней Северной Дакоты. Оттуда он повёл 2200 человек на запад. В битве у Киллдир-Маунтин 28 июля Салли разбил около 1600 индейских воинов. После битвы сиу вместе со своими женщинами и детьми рассеялись по бэдлендам к западу от Киллдир-Маунтин, недалеко от того места, где ныне находится южная часть национального парка Теодор-Рузвельт, они в результате отступления потеряли почти всё своё имущество, и для них это было серьёзным ударом.
Несмотря на нехватку продовольствия, Салли решил продолжить преследование индейцев. Его скаут, из народа черноногих, сказал, что знает путь через бэдленды Дакоты, для которых характерны глубокие овраги и высокие скалистые холмы. Отдохнув, американская армия углубилась в неизвестную местность впереди. Салли решил продолжать преследовать сиу через пустынные земли, зная, что впереди, на реке Йеллоустон его ожидают две лодки, полные припасов для его людей. Вместе с военными ехал эмигрантский обоз шахтёров с жёнами и детьми .

## Сражение

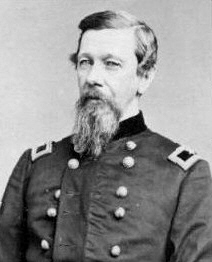
Бригадный генерал Альфред Салли

6 августа Альфред Салли и его люди разбили лагерь на берегу реки Литтл-Миссури и на следующее утро сиу атаковали их. Сотни индейских воинов появились на вершинах холмов рядом с лагерем Салли. Пока одна группа вела обстрел с высоты 150-метровых скал, другая увела часть лошадей. Несколько выстрелов из пушки помогли отогнать сиу, но солдаты провели беспокойную ночь. На следующее утро колонна Салли переправилась через реку и двинулась по плато. Генерал принял все меры предосторожности для обороны. Вскоре большое количество индейских воинов появилось на утёсах и холмах, они окружили солдат с трёх сторон и обрушили на них град стрел. Сиу попытались подобраться достаточно близко, чтобы нанести серьёзный урон армии Салли, растянувшейся на пять-шесть километров. Солдаты ответили пушечным огнём и вылазками нескольких своих кавалеристов. Ближе к концу дня проводник Салли, скаут-черноногий, был ранен.
Несмотря на сопротивление сиу, 8 августа американская армия продвинулась примерно на 16 километров. На следующий день Салли снова столкнулся с большим количеством индейцев, которые преследовали его по пути. И опять солдаты отбили нападение благодаря гаубицам и дальнобойным винтовкам. Около полудня Салли выбрался из бэдлендов на большую ровную равнину. Имея простор для манёвра и развёртывания артиллерии, он рассеял индейцев, и сражение было окончено.

## Итоги
Во время пути к Йеллоустону люди Салли получали ограниченный паёк и страдали от жажды, скот экспедиции от отсутствия воды умирал в большом количестве. Пройдя 80 километров американская колонна достигла реки 12 августа 1864 года и обнаружила там две большие лодки, гружённые припасами. Испытывая большие трудности из-за недостатка травы для лошадей и низкого уровня воды в Йеллоустоне, Салли позднее двинулся вниз по течению. Прибыв в форт Юнион, который находился на слиянии рек Йеллоустон и Миссури, он узнал, что индейцы угнали всех лошадей, кроме двух, принадлежащих форту. Не имея достаточно лошадей, Салли отказался от своего плана продолжить карательную экспедицию против сиу. Три дня боёв стоили хорошо вооружённой армии США 9 человек убитыми и 100 ранеными, при этом, большинство индейских воинов были вооружены луками и стрелами.
Кампания Салли в 1864 году смогла оттеснить большинство враждебно настроенных сиу к западу от реки Миссури. В результате этого они отошли к реке Паудер и в Блэк-Хилс. Через год правительство США снова направит против них ещё одну большую армию, но и эта кампания не принесёт результатов, сиу не будут покорены и продолжат сопротивляться.